# Więzienie Orzeł

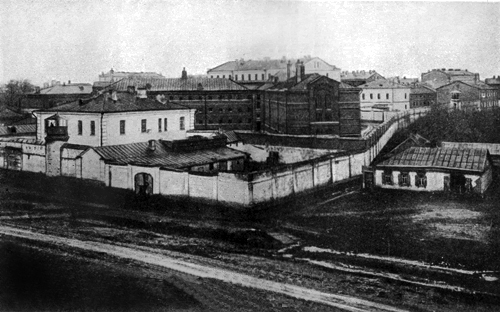
Więzienie Orzeł (ok. 1920)

Więzienie Orzeł – ciężkie więzienie katorżnicze, zlokalizowane w Orle, w Rosji. Kompleks wzniesiono w 1840 roku. Od lat 1920. do 1930. Orzeł był tzw. politizolatorem OGPU-NKWD. Natomiast w okresie II wojny światowej obiekt pełnił funkcję obozu koncentracyjnego.

## Znani więźniowie w okresie Imperium Rosyjskiego
- Aleksander Prystor (1914–1917)
- Jan Kwapiński (1908–1911)
- Feliks Dzierżyński (1915–1916)
- BP Zhadanovsky (1912–1914)
- Grigorij Kotowski (1910)
- AA Litkens (1908–1909)
- GI Matiashvili (1915–1916)

## Znani więźniowie w okresie ZSRR
- Marija Spiridonowa
- Dietrich von Saucken
- Michael Kitzelmann
- Christian Rakowski
- Olga Kamieniewa
- Warwara Jakowlewa
- Aleksandr Ajchienwald